# Ametrea nebulalis
Ametrea nebulalis là một loài bướm đêm trong họ Crambidae.